# Lichenopora lamellosa
Lichenopora lamellosa är en mossdjursart som beskrevs av Ferdinand Canu och Ray Smith Bassler 1929. Lichenopora lamellosa ingår i släktet Lichenopora och familjen Lichenoporidae. Inga underarter finns listade i Catalogue of Life.